# Territorio di Papua e Nuova Guinea
Il Territorio di Papua e Nuova Guinea era un territorio sotto l'amministrazione dell'Australia che comprendeva la metà orientale dell'isola di Nuova Guinea e che corrisponde all'attuale Papua Nuova Guinea.
Prima della seconda guerra mondiale, la regione era divisa in due territori sotto amministrazione australiana: il Territorio della Nuova Guinea a nord e il Territorio della Papuasia a sud. La parte a nord era un ex possedimento tedesco che dopo la sconfitta della Germania nella prima guerra mondiale era stato posto sotto l'amministrazione australiana, mentre la parte a sud era un possedimento britannico amministrato dall'Australia fin dal 1906. Durante la seconda guerra mondiale il territorio fu invaso dal Giappone; dopo la guerra ritornò all'Australia e nel 1945 l'amministrazione dei due territori fu riunita sotto il nome di Territorio di Papua e Nuova Guinea. Nel 1949 la regione fu posta sotto tutela internazionale e l'unione dei due territori fu confermata. Fu previsto un consiglio legislativo (che venne insediato nel 1951), un sistema giudiziario e un governo locale. Nel 1963 il Consiglio fu sostituito da un'Assemblea legislativa, che venne inaugurata l'8 giugno 1964.
Il 13 dicembre 1971 il nome del Territorio fu cambiato in Papua Nuova Guinea. Il territorio ottenne l'autogoverno il 1º dicembre 1973 e la piena indipendenza il 16 settembre 1975.